# Glaresis pardoalcaidei
Espécie da família Glaresidae que ocorre na Argentina, Bolívia, Brasil e Paraguai .